# Música de Afganistán

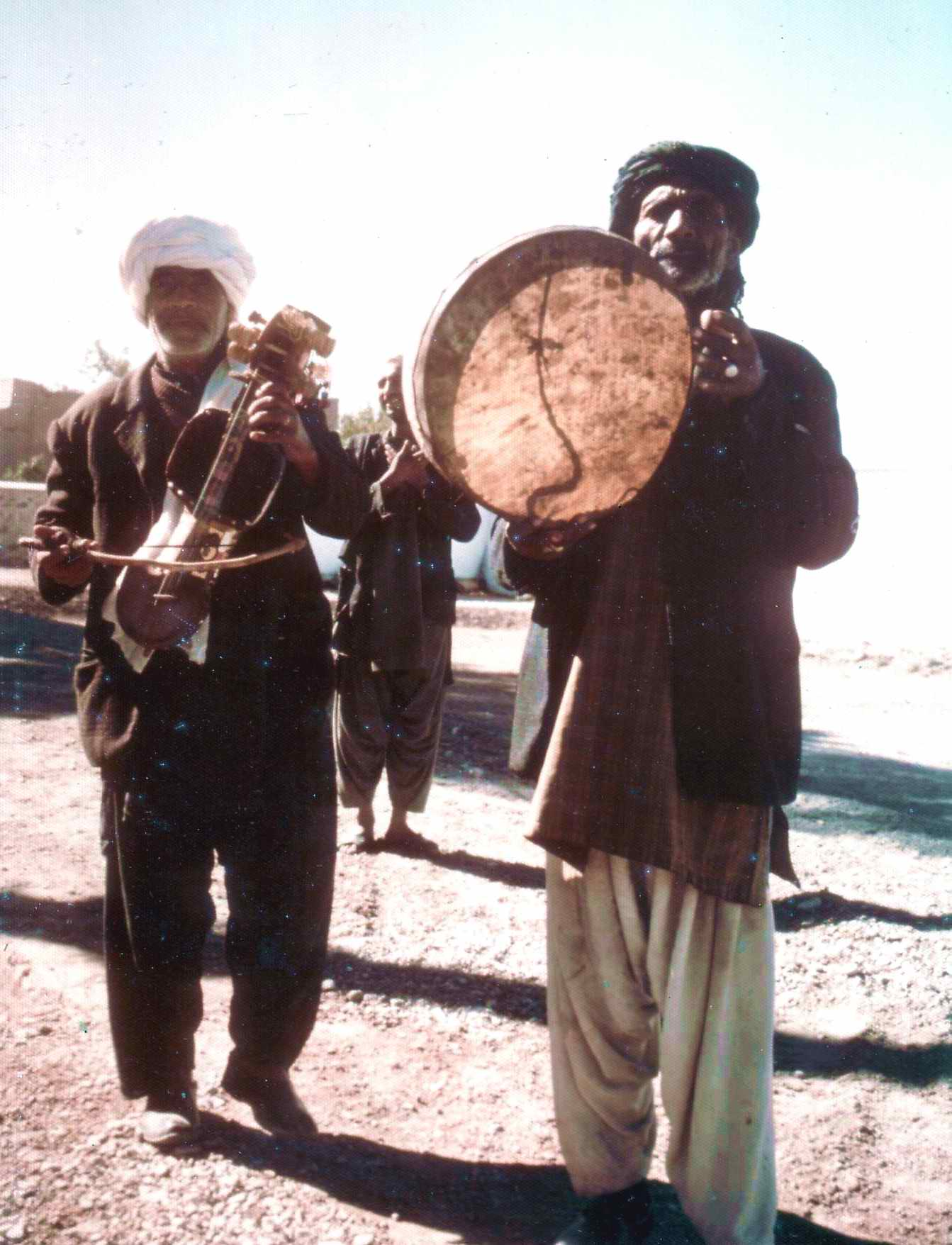
trovadores de Herat

La música de Afganistán presenta cierta riqueza en melodía y ritmo, aunque es censurada desde 1980 por las autoridades.

## Música tradicional

### Música religiosa
La recitación del Corán es un tipo importante de interpretación religiosa sin acompañamiento, como lo es el ritual zikr de los sufíes que usan canciones llamadas na't, y el estilo de canto Shi'a tanto como en grupo conocidos como mursia, manqasat, nowheh y rowzeh. La secta sufí Chishti de Kabul es una excepción ya que usan instrumentos como el rubab, la tabla y el armonio en su veneración; esta música es llamada gaza-yeh ruh (alimento para el alma).

### Música clásica afgana

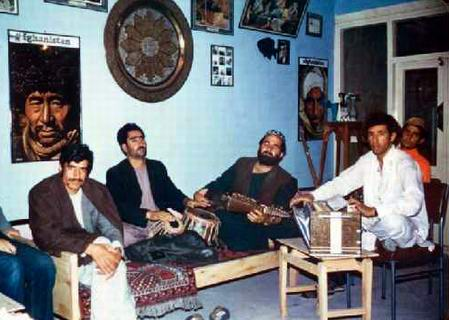
músicos en Herāt

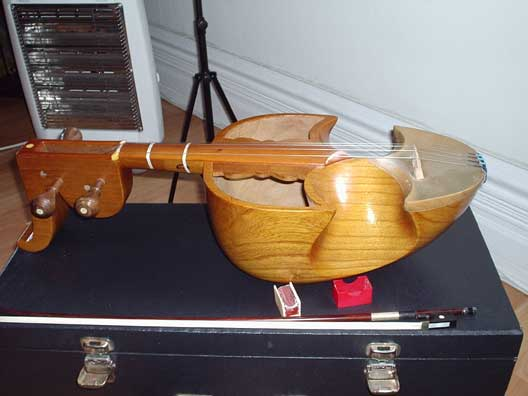
Ghichak.

La música denominada klasik, incluye tanto música instrumental como vocal, así como danzas, lo mismo que tarana y ghazals. Varios Ustads, o músicos profesionales, han aprendido música clásica de la India, y usan teorías y terminología de la músca indostaní.
Los instrumentos usados son: las percusiones tabla, zerbaghali, dayra y dohol; los instrumentos de cuerda pulsada dutar, sitar, tambur y rubab; los instrumentos de cuerda frotada dilruba y ghichak, y el instrumento de viento sorna. El rubab es instrumento nacional.
Cantantes reconocidos son Ustad Mohammad Hussain Sarahang, Ustad Qasim, Ustad Rahim Bakhsh y Ustad Nato, mientras que ejecutantes de rubab son Ustad Mohammad Omar, Aziz Herawi, Essa Kassemi, Homayun Sakhi y Mohammed Rahim Khushnawaz.